# Сокальський Володимир (священник)
Володи́мир Сока́льський (світське ім'я Василь; близько 1725—1790), син священика з Миргородщини, вихованець Київської духовної академії. Ігумен Самарського Миколаївського монастиря і настоятель Січової церкви (1762), останній архімандрит Запоріжжя (1774—1775), згодом Батуринського Крупицького Миколаївського монастиря і член Новгород-Сіверської духовної дикастерії.
Сокальський своїм авторитетом підтримував дії кошового керівництва, брав участь у походах під час російсько-турецької війни 1768—1774 та у відвіданнях представниками Коша Запорозької Січі населених пунктів Вольностей Війська Запорозького низового. Під час сіроми бунту 1768 саме Сокальський заспокоїв запорожців і умовив їх знову прийняти Петра Калнишевського на уряд кошового отамана. Сокальський робив спроби врегулювати конфлікти із приводу переселення на запорозькі землі старообрядців. На прохання Коша Запорозької Січі 21 червня 1774 російська імператриця Катерина II розпорядилася висвятити Сокальського в сан архімандрита. Із цієї нагоди січове керівництво справило йому коштовні митру та наперсний хрест, а військова рада призначила щорічну платню в розмірі 300 рублів.
За багатьма переказами та за народними піснями, саме під впливом промов січового архімандрита запорожці погодилися не чинити збройного опору військам під керівництвом Текелія під час зруйнування Запорізької січі російськими військами.
Коли Текелій з військами наблизився до Січі, частина козаків почала закликати до збройного опору.
Тоді архімандрит Володимир Сокальський, вийшовши з церкви в повному священицькому вбранні, з хрестом, почав умовляти запорожців:
| «Убойтеся Бога! Що ви думаєте, діти? Ви Християни і підіймаєте руки проти Християн; ви Християни і прагнете пролити кров єдиноутробну! Убойтеся і відступіться від такого начинання: видно, доля наша така, і ми отримаємо від Бога достойно по ділам нашим! Ось вам хрест, i Розіп'ятий на ньому, і якщо ви його не послухаєте, то всі загинете несподівано!» |